# Eugen Matzota

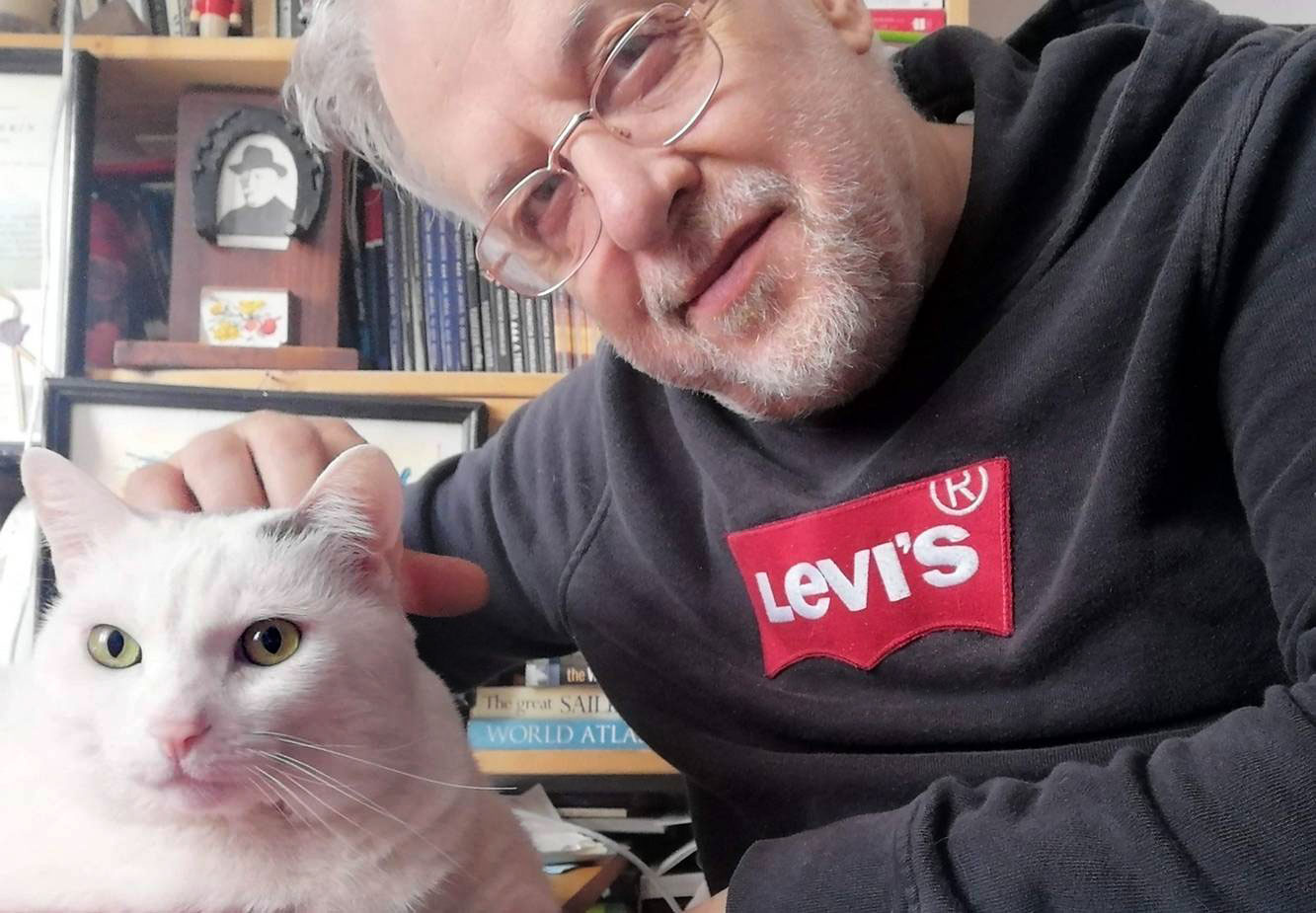
Împreună cu Ducesa, inspirația sa

Eugen Matzota (cunoscut și sub numele de Matota; n. 1954, Oradea, România) este un scriitor, filosof, teosof și jurnalist român, cunoscut pentru activitatea sa prolifică în domeniile teosofiei, francmasoneriei, culturii aromâne și jurnalismului cultural. Este fondatorul revistei culturale bilingve ALTculture și președintele Asociației ECOULTOUR – PEOPLE, FACTS, IDEAS, implicată activ în promovarea valorilor umaniste și a patrimoniului cultural românesc și universal. 
Membru al Societății Teosofice din Adyar, India, din 1997, Matzota a publicat numeroase lucrări în proză, poezie, eseistică și cercetare identitară, fiind recunoscut pentru contribuțiile sale la afirmarea culturii aromâne în spațiul balcanic.  
Una dintre lucrările sale cele mai cunoscute, romanul „The Third Key: The Story of a Lost Realm”, a atras atenția unui producător de la Hollywood, fiind luată în considerare pentru o posibilă adaptare cinematografică. Cartea explorează teme esoterice și mitologice într-un cadru ficțional, reflectând preocupările autorului pentru spiritualitate, simbolism și misterele civilizațiilor pierdute.
Născut într-o familie cu o lungă tradiție, ca una dintre fondatoarele Principatului Epirului în 1204, autorul a fost atras de învățăturile antice esoterice încă din copilărie. Cititul și practicarea Vechilor Învățături l-au făcut să încerce să devină un om mai bun cu fiecare zi.
A aflat abia în 2010, de la cercetătorul C. Branislav Stefanoski - Al Dabija din Macedonia, că există și un munte în Grecia, lângă Parnas, cu numele Matsota, despre care vorbește Jeremy McInerney în lucrarea sa THE PHOKIKON AND THE HERO ARCHEGETES, 1997: „Dincolo de aceasta există o potecă ușoară care se îndreaptă spre nord-vest prin podișuri. Acesta rămâne la vest de șaua care separă Parori de Muntele Parnassos și trece între o poiană la est, numită Makryrachi, și partea abruptă a muntelui propriu-zis, cunoscută pe aici sub numele de Matsota și Ampouria.”

Diploma de acceptare în Societatea Teosofică din Adyar, India

A publicat mai multe cărți de bază în domeniul Teosofiei, fiind membru al Theosophical Society din Adyar, India, încă din 1997.  
În domeniul Francmasoneriei, a publicat, printre altele, două coduri de Etichetă Masonică, atât în limba română, cât și în engleză, ca și o carte de etichetă pentru Masonii care vor să folosească în mod corect Social Media. A tratat în patru cărți, trei în limba română și una în engleză Problema armânească, ceea ce Peyfuss numea în 1974 ”Die aromunische Frage.” 
Ca jurnalist, este unul dintre fondatorii săptămânalului Bună Ziua, fiind primul redactor-șef, încă de la începutul lui februarie 1990. Este președintele asociației ECOULTOUR, care, printre altele, editează revista de cultură ALTculture, în două versiuni, română și internațională.

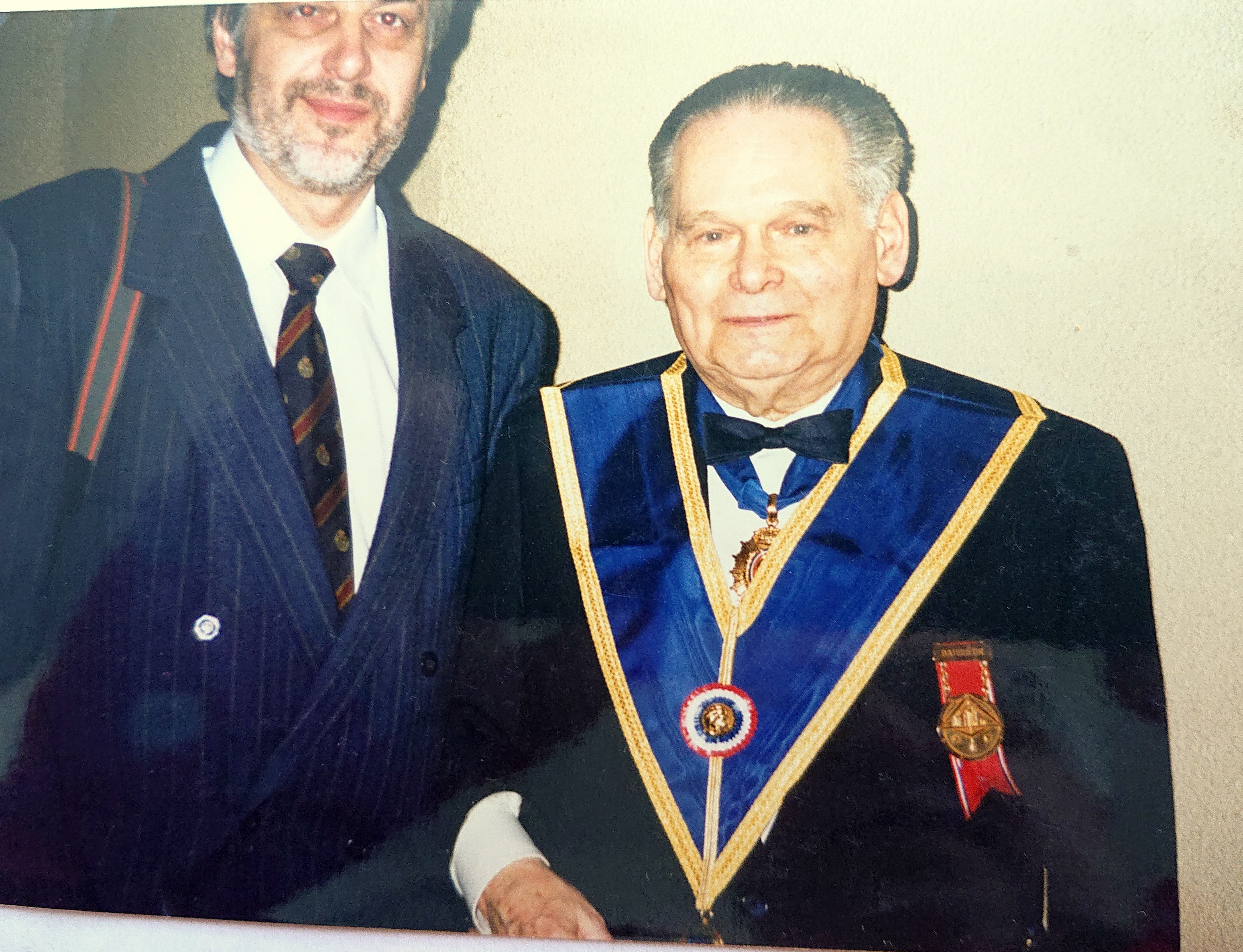
Eugen Matzota alături de celebrul Marcel Schapira, bunul său prieten și Frate, la Jockey Club, București, 1997

## Biografie

### Activitate profesională
Eugen Matzota a publicat numeroase articole, editoriale, comentarii și analize în presa culturală și generalistă din România. A colaborat cu ziare și reviste săptămânale și lunare, printre care:
- Acum
- Aven Amentza
- Bună Ziua
- Casa și grădina
- Flacăra
- Frontiera Psi
- Indiscret
- Informația Târgului
- Libertatea
- Literatorul
- Monitor Global
- Observator
- ALTculture

Activitatea sa jurnalistică reflectă o preocupare constantă pentru teme culturale, spirituale, identitare și sociale, fiind recunoscut pentru stilul său analitic și angajamentul față de valorile umaniste.
Poziții ocupate: Director-fondator: ALTculture Magazine.
Editor șef: Bună ziua; GLOBAL Mobile Communications; Computer Shopper Survey; PRINT Magazine; Print&Publishing.
Editor șef adjunct: Informația Târgului; Aven Amentza; Monitor Global. 
Secretar general de redacție: Frontiera Psi; Acum; Indiscret.
Este președintele Asociației ECOULTOUR – PEOPLE, FACTS, IDEAS.

### Educație
Eugen Matzota a urmat numeroase cursuri universitare și specializări internaționale, în domenii variate precum filosofie, psihologie, cosmologie, mitologie și design grafic. Printre instituțiile unde a studiat se numără:
- Princeton University – Buddhism and Modern Psychology
- The University of Edinburgh – Intellectual Humility, Introduction to Philosophy
- Yale University – Living Cosmology, The Flourishing of the Earth Community, Journey of the Universe: The Unfolding of Life, Moralities of Everyday Life
- University of Pennsylvania – Greek and Roman Mythology
- California Institute of the Arts – Graphic Design
- Leiden University – Position Paper or Policy Advice

Aceste studii reflectă preocupările multidisciplinare ale autorului, orientate spre înțelegerea profundă a omului, universului și valorilor spirituale.

## Lucrări publicate

### Cărți
- 1995 – DTP Guide
- 1999 – Teosofie – Prima ediție
- 2009 – Teosofie – A doua ediție
- 2010 – Durerea de tine – Poezii de dragoste și ură
- 2011 – Întreabă, ți se va răspunde! – Întrebări și răspunsuri despre viață, univers, oameni
- 2012 – Istoria armânilor în date
- 2013 – Cod de etichetă Masonică
- 2015 – Masoneria, viața mea discretă
- 2015 – Masonic Etiquette In the New Millennium (ediție în limba engleză)
- 2016 – Românii contra aromânilor? (ediție în limba română)
- 2016 – Teosofie – A treia ediție
- 2016 – Armânii, frații noștri care pier (ediție în limba română)
- 2017 – Teosofia, ultimul răspuns (ediție în limba română)
- 2017 – Theosophy, The Final Answer (ediție în limba engleză)
- 2018 – Albastrul de tine (ediție în limba română)
- 2018 – The Vanishing Aromanian
- 2019 – The New Millennium Masonic Etiquette
- 2020 – A treia cheie (ediție în limba română)
- 2021 – Oglinzi de timp (ediție în limba română)
- 2022 – Even You Are a Freemason?
- 2022 – The Third Key: The Story of a Lost Realm
- 2023 – 333 de rețete pentru o viață mai bună
- 2025 – Théosophie (ediție în limba franceză)
- În curs de publicare – Din dragoste de tine, România

### Lucrări pe domenii

#### Teosofie și spiritualitate
- Introducere în Teosofie (1999) – lucrare fundamentală despre principiile teosofice.
- Teosofie (2009, 2016) – ediții revizuite, parte din colecția Exoterica.
- Ask, it Shall be Answered! (2011) – întrebări și răspunsuri teosofice.
- Theosophy, The Final Answer (2017) – sinteză a învățăturilor teosofice.

#### Francmasonerie
- Masonic Etiquette Code (2013) – ghid de conduită masonică.
- Masonic Etiquette in the New Millennium (2015) – adaptare modernă.
- Francmasoneria – Dincolo de mituri – analiză filosofică și istorică.
- Masonry, My Discreet Life (2015) – memorie personală.

#### Identitate aromână
- Romanians vs. Aromanians? (2016) – explorare identitară.
- Aromanians, Our Brethren That Perish (2016) – lucrare în engleză.
- Aromanians’ History in Data (2012) – prezentare statistică.
- The Vanishing Aromanian – volum ilustrat, în extindere.

#### Poezie și proză
- The Pain of You (2010) – poezie existențială.
- Poezii dintr-o viață – selecție poetică.
- The Third Key: The Story of a Lost Realm – roman filosofic.

#### Tehnologie și publicistică
- DTP Guide (1995) – ghid de publicare digitală.
- ALTculture – Antologia ideilor – selecție de articole interdisciplinare.

### Proiecte viitoare
- Ediție ilustrată extinsă a The Vanishing Aromanian
- Publicații bilingve în ALTculture
- Inițiative educaționale prin Asociația ECOULTOUR
- Adaptări vizuale și multimedia

## Premii și recunoșteri
- Premiul „GENESYS” – Cel mai bun jurnalist român (2001)
- Premiul pentru poezie – Skopje, Macedonia (2010)

## Asocieri
- Membru al Theosophical Society, India.